# غلوساس إيميليانينسيس

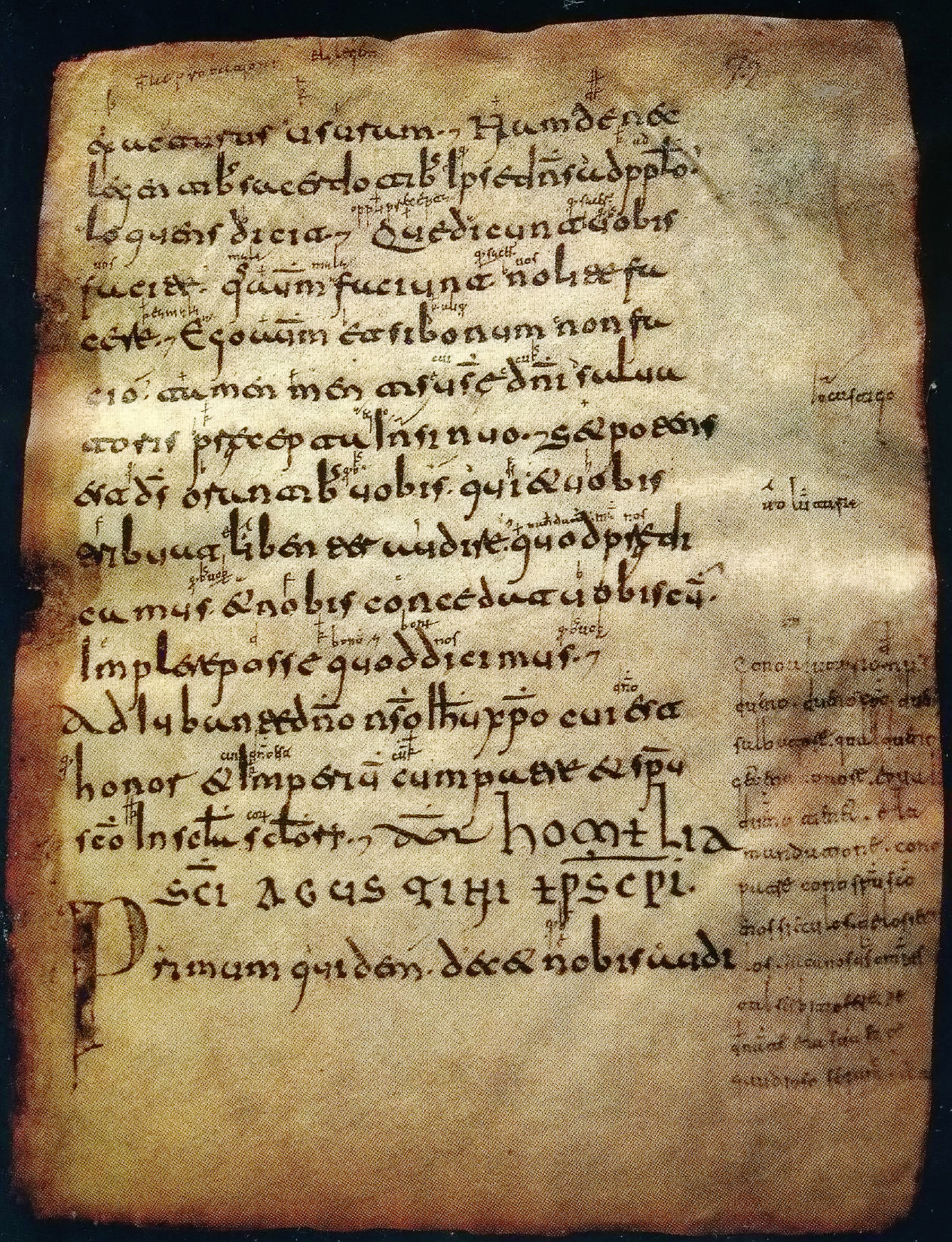
صفحة 72 من مخطوطة (غلوساس إيميليانينسيس)

غلوساس إيميليانينسيس أو (شروحات دير القديس إيميلو) كان أول نص مكتوب باللغة الإسبانية الرومانسية في القرن العاشر. وهو نص لا يحمل الطابع الأدبي. وقد ظهر بنسخة مكتوبة بخط يد القديس ميان دي لا كوغويا، وتقول الشروحات:
Como ayutorio de nuestro dueño Christo, dueño Salvatore, qual dueño Yet ena honore a qual dueño tient ela Mandatione cono Patre, cono Spiritu Sancto, enos sièculos de los sièculos. Fàcanos Deus onmipotes tal serbicion fere que denante ela sua face gaudiosos seyamus
بمساعدة سيّدنا المسيح، السيّد الفادي الّذي هو في مراتب الشّرف، له القيادة مع الأب، مع الروح القدس من قرن إلى قرن. اسمح لنا يا رب بإعطائنا القدرة على خدمتك ونحن فرحين.